# Arctia rubrodorsalis
Arctia rubrodorsalis là một loài bướm đêm thuộc phân họ Arctiinae, họ Erebidae.